# 中野不動尊
中野不動尊（なかのふどうそん）は、福島県福島市飯坂町中野にある曹洞宗の寺院。中野山大正寺と号す。福井県の曹洞宗大本山永平寺の直末寺であり、日本三大不動尊のひとつに数えられる。

## 概要
中野のお不動様として古くから信仰を集めていた聖地で、日本における六三除けの祈祷発祥の地と伝えられている。1179年（治承3年）春、恵明道人が1匹のカモシカに導かれ当地に入山し、未踏の地であった中野の山中に洞窟が人々により長きに渡り掘られ、各施設が建立され寺院として整備されていった。1903年（明治36年）に永平寺64世貫首の森田悟由の手により、中野不動尊本堂の大正寺を建立。これまでの修験道から曹洞宗に改宗され、永平寺の直末寺となる。
境内には本堂の「厄除不動明王」、祈祷殿の「眼守不動明王」、奥の院洞窟内「三ヶ月不動明王」の三不動明王が祀られており、真剣な願いであればどんなことでも叶えられるとして信仰されている。
福島県有数の参拝数を誇る寺院であり、初詣の参拝者数は福島市の寺院の中でも最も多く訪れる。七五三や年末年始、御本尊見学可能な「歳祭り」「春祭り」はより多く参拝者が訪れる。

## 行事
- 01月 - 初詣・三朝大般若祈祷
- 02月 - 釈尊涅槃会・歳祭り（御開帳）・水行
- 04月 - 花祭り・春季大祭
- 08月 - 盆踊り
- 10月 - 七五三祈祷
- 12月 - 釈尊成道会・寿餅会

## 施設
- こと清水（当山における手水場）
- 岩窟の清水
- とげぬき地蔵
- 祈祷殿
- 大日堂
- 奥の院
- 七つの洞窟
  - 三十六童子
- 寂光門
- 不動滝
- たにしが池
- あんど釜
- いろは石段
- 本堂
- 茶屋かもしか庵

## 寺紋

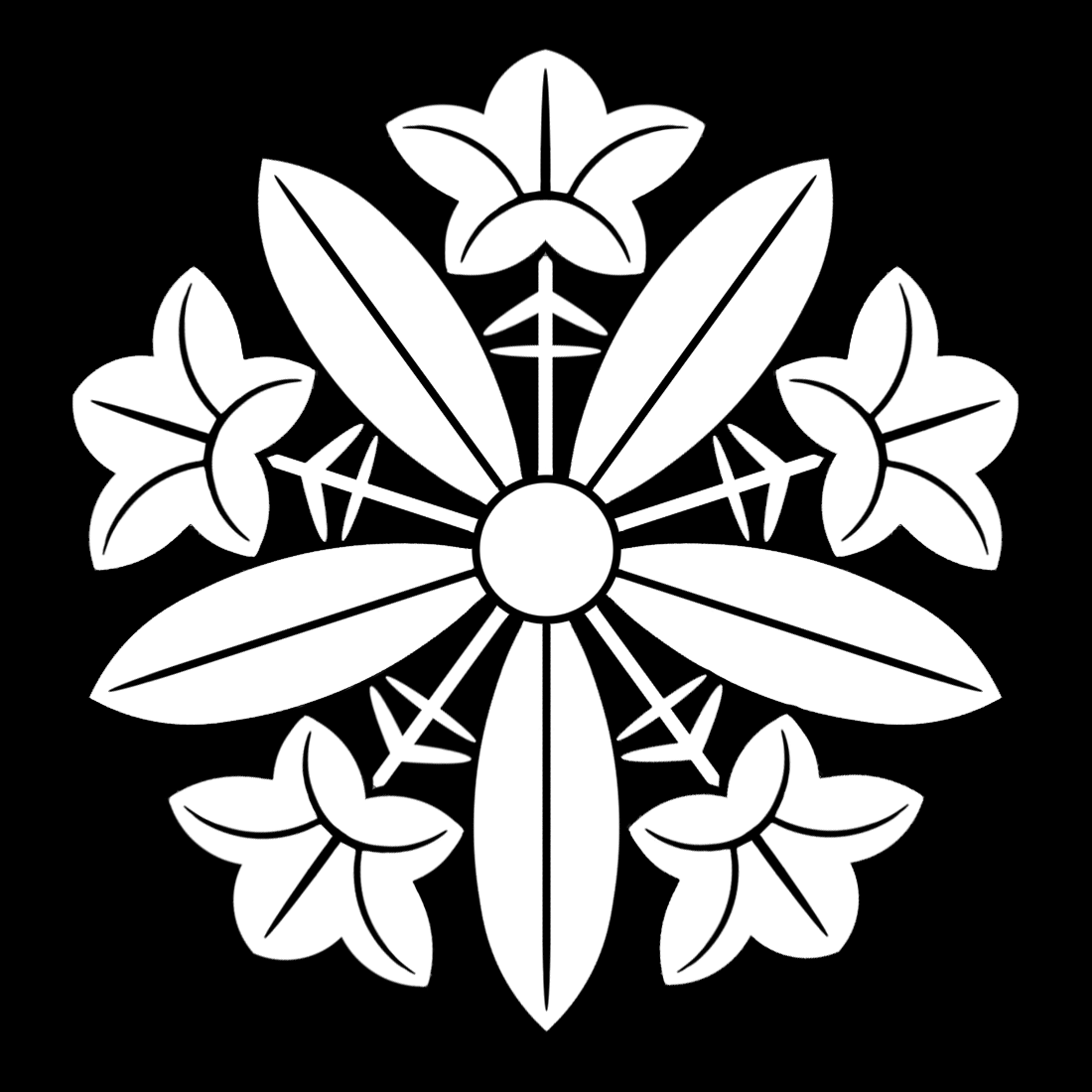
りんどうぐるま 竜胆車

## 交通
バス
- 福島交通 中野不動尊入口停留所 徒歩5分

福島駅東口停留所「中野」行き 「中野不動尊入口停留所」まで約25分
- 福島交通 堰場停留所 徒歩5分

飯坂温泉駅停留所「杉の平」行き 「堰場停留所」まで約15分
車
駐車場：無料